# Cosmophasis lucidiventris
Cosmophasis lucidiventris là một loài nhện trong họ Salticidae.
Loài này thuộc chi Cosmophasis. Cosmophasis lucidiventris được Eugène Simon miêu tả năm 1910.